# Jakob Schunn
Jakob Schunn (Nagyszeben, 1691. augusztus 27. – ?, 1759. június 10.) evangélikus szuperintendens.

## Élete
Középiskoláit szülővárosában végezte és 1710. március 31-én Halléba ment, ahol a királyi „pädagogium”-ban Fabrizius Györggyel együtt laktak. Schunn fődiakónus lett és 1729 júliusában meghívást kapott Szászújfaluba lelkészi állásra, melyet 1732. február 10-én a nagydisznódival cserélt fel. 1741-ben berethalmi lelkész lett és azon év február 10-én szuperintendensnek választották. Előbb a nagyszebeni káptalan syndikusa volt. 1747-ben a Makowsky Ignác-féle összeesküvésbe keveredett, amikor Erdélyt a török szultánnak fölajánlották; azonban miután kiderült ártatlansága, fogságából szabadon bocsátották.

## Művei
- Das unzulängliche Urtheil unser Vernunft, über das Verhalten Gottes mit den Menschenkindern, über Sap. IX. 13–19. bei dem sel. Ableben der Fr. Maria Elisabetha Vettin, gebornen Teutschin, 1727. den 10. Oktober. Hermannstadt
- Der Bitterbrunnen des Kreuzes, daraus das geistliche Israel, die Kinder Gotts getränket werden, über Genes. XV. 22–25, bei dem Tode der Fr. Susanna Margaretha Reiszner v. Reiszenfels, gebornen Teutschin 1728. den 31. August. Uo.
- Lob- und Trauergedächtniss des Kaisers Karl VI. über 2. Chron. XXXV. 24, 25, den 5. Dezember 1740. Uo.
- Das aufgerichtete Panier des Israels Gottes, über ihren lustgräbern, bei dem Grabe des Tit. Herrn Simon Edlen v. Bausznern, Ihro k. k. Maj. wirklichen geheimen Gubernialrath, Comes Nat. Saxon, und Iùdex regius Cibin. über Tim. I. 10. 1742. Uo.